# Москва-Пасажирська-Курська
Москва-Пасажирська-Курська також Курський вокзал (що є пасажирським терміналом залізничної станції Москва-Пасажирська-Курська)  — один із десяти залізничних вокзалів Москви. Входить до Московської регіональної дирекції залізничних вокзалів.
Станція Москва-Пасажирська-Курська Московської залізниці входить до Московсько-Курського центру організації роботи залізничних станцій ДЦС-1 Московської дирекції управління рухом. За основним застосування є пасажирською, за обсягом роботи — позакласною. Є початковим пунктом Курського напрямку МЗ, а також Нижньогородського напрямку МЗ, як частини магістралі Москва — Нижній Новгород. Не є тупиковою — лінія продовжується транзитом далі, як Олексіївська сполучна лінія.
Поруч з вокзалом розташовані станції метро «Курська» Кільцевої лінії, «Курська» Арбатсько-Покровської лінії і «Чкаловська» Люблінсько-Дмитровської лінії.

## Історія
Спочатку вокзал (у той час називався Нижегородським) був побудований у 1860-х роках зовсім в іншому місці: у Покровської застави (по лівій стороні нинішньої Нижегородської вулиці), поза тодішньої міської межі. У наступні роки розглядалися варіанти подовження залізничної лінії вглиб міста з будівництвом нового вокзалу у зручнішому місці, але у приватних власників на це не вистачало коштів. Здійснено це було лише після викупу залізничних ліній державою: у 1894 була організована «Московсько-Курська, Нижегородська і Муромська залізниця», а нова будівля вокзалу була зведена за проєктом архітектора Н. П. Орлова (за іншими відомостями — Н. І. Орлова, за участю М. О. Аладьїна) у 1896 році.

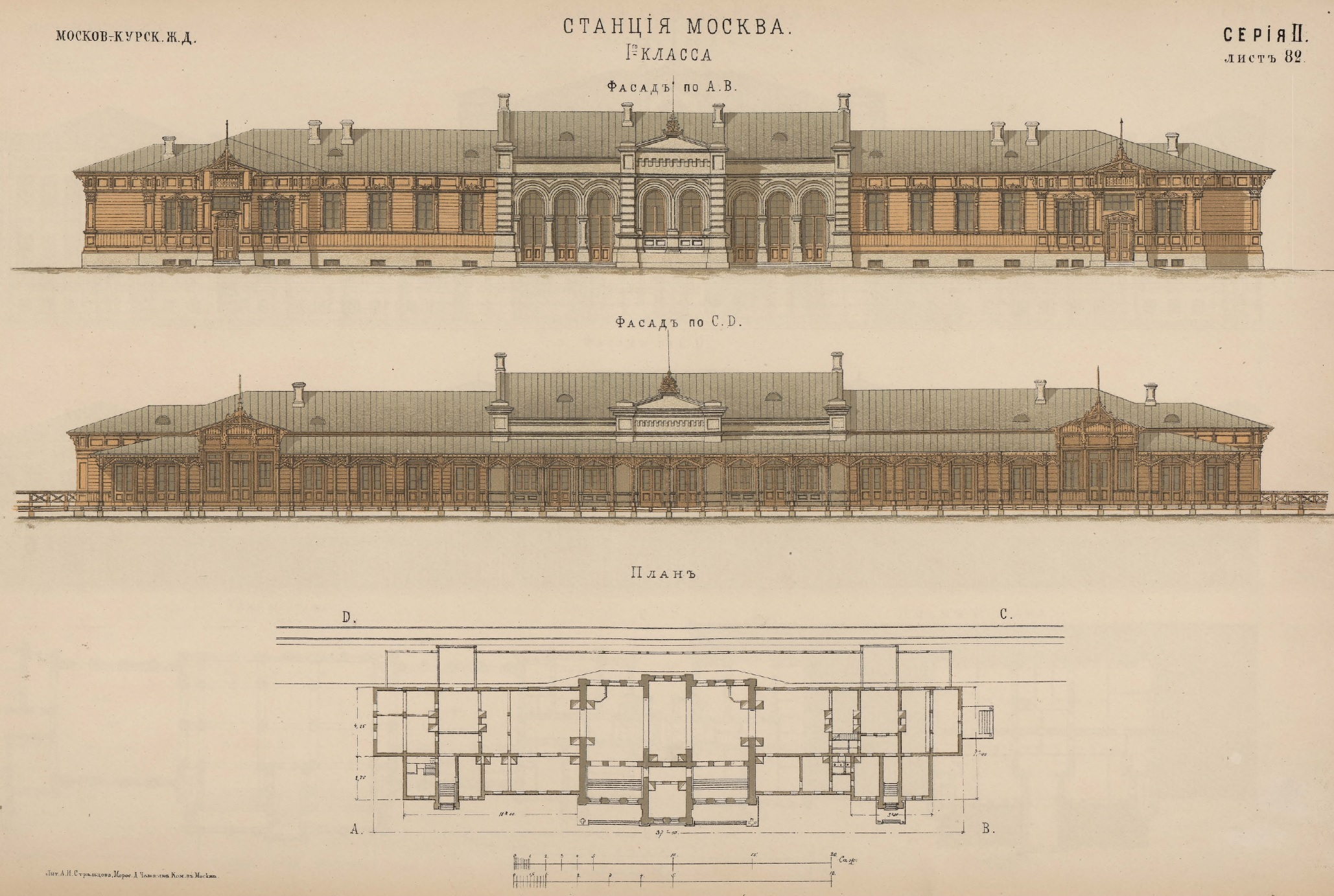
План-креслення вокзалу, (1872)
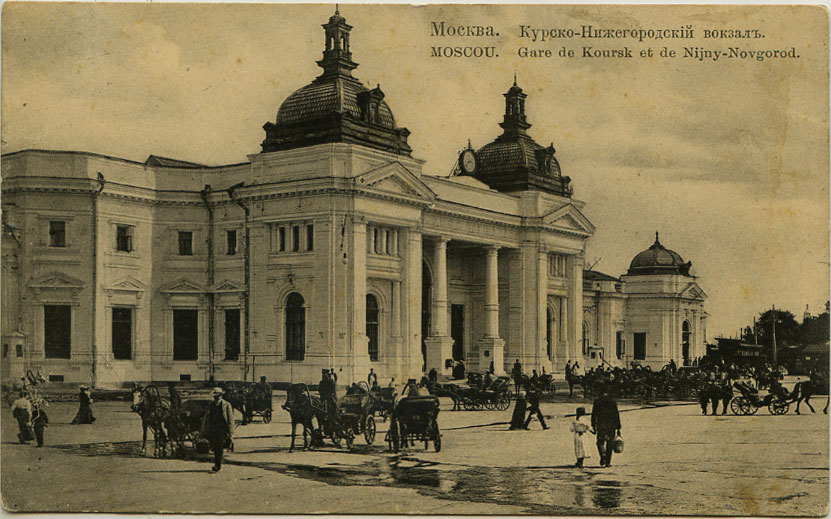
Курсько-Нижегородський вокзал Москви, (1900-ті рр.)
- Випробування дрезини на Курському вокзалі, (1918)

1938 року архітектор Георгій Волошинов завершив реконструкцію будівлі. Впродовж 1969—1972 років зведено нову будівлю вокзалу при збереженні старих внутрішніх приміщень (архітектори Г.  Волошинов, В.  Євстигнєєв, М.  Анікст, Т.  Бархін).
За радянських часів Курський вокзал вважався найбільшим вокзалом у СРСР.
28 листопада 2013 року станція закрита для всіх вантажних операцій (за § 3), код ЄСР змінений з 191602 на 191551.

## Пасажирське сполучення
Курський вокзал є пасажирським терміналом станції Москва-Пасажирська-Курська. З цієї станції прямують швидкі і пасажирські поїзди далекого сполучення, а також приміські електропоїзди у двох основних напрямках: Курському та Нижегородському. Близько трьох кілометрів від станції Курський і Нижегородський напрямки йдуть паралельно, потім розгалужуються.
Приміські електропоїзди та потяги далекого сполучення прямують з основного перону (з наявних 5 платформ, використовуються 9 колій). Також з основного перону Курського вокзалу відправляються електропоїзди Ризького і Смоленського напрямків, що прямують з Курського напрямку. При проходженні на ці напрямки перші дві зупинки спільні (Москва-Каланчевська, Ризька), потім вони розгалужуються.

### Курський напрямок
У Курському напрямку приміські електропоїзди прямують у південному напрямку до Царицино, Подольська, Львівської, Стовбової, Чехова, Серпухова (у тому числі «експрес»), Тули, «експреси» — до станцій Серпухов, Тула, Орел, Курськ, поїзди далекого прямування — до станцій Орел, Курськ, Бєлгород, Новий Уренгой, а також через сполучну гілку Царицино — Бірюльово-Вантажна — на Кисловодськ і Адлер. На літній період також призначаються додаткові поїзди на Анапу, Єйськ, Новоросійськ.
На початку 2000-х років скасований потяг № 55/56 сполученням Москва — Баку.
З 8 грудня 2019 року нічний швидкий поїзд формуванням «Укрзалізниці» № 74/106 «Придніпров'я» сполученням Кривий Ріг / Дніпро — Москва, що прямує через  Харків, Лозову, Синельникове I, Запоріжжя, Нікополь, перенаправлений на Київський вокзал Москви. Оскільки на Київському вокзалі Москви вже є потяг під № 74/73 сполученням Львів — Москва, то криворізькому швидкому потягу довелося привласнити інший № 95/96. До речі, зі скасуванням потяга «Микола Конарєв» Харків — Москва і перенаправленням потяга Кривий Ріг / Дніпро — Москва на Київський вокзал столиці на Курському вокзалі Москви з 8 грудня 2019 року більше немає жодного потяга українського формування. 

### Нижньогородський напрямок
Нижньогородським напрямком приміські електропоїзди прямують на схід до станцій: Реутово, Балашиха, Желєзнодорожна (у тому числі «експреси» до Фрязево, Ногінська (у т. ч. «експреси»), Захарово, Павловський Посад, Електрогорськ, Круте (у т. ч. «експреси»), Пєтушки, Владимир (у т. ч. «експреси»), Орєхово-Зуєво (у т. ч. «експреси») поїзди далекого прямування до Нижнього Новгорода.
Приміські електропоїзди Нижньогородського напрямку прямують не з основного перону, а з тупиків (всього 7: з 4 по 10), облаштовані турнікетами (іноді приходять і на першу платформу, найчастіше при прямуванні у депо, що обслуговуються моторвагонним депо ТЧ «Перерва»). Поїзди далекого прямування Нижньогородського напрямку відправляються з першої (низької) платформи.

### Транзитний пасажирський рух
Більшість приміських електропоїздів Курського напрямку прямують через Москву-Курську транзитом. У електропоїздів в північному напрямку наступні зупинки — Москва-Каланчевська і Ризька, далі — розгалуження на Ризький і Білоруський напрямок. Поїзди далекого прямування з Санкт-Петербургу на Нижній Новгород, Іжевськ, Челябінськ та інші міста, проходячи Москву транзитом, здійснюють зупинку на Курському вокзалі. Пасажиропотік Курського вокзалу станом на 2012 рік становив близько 500 осіб/годину.

### Потяги далекого прямування
З 8 грудня 2019 року від Курського вокзалу відправляються та прибувають наступні пасажирські потяги:
| Рух потягів по станції Москва-Пасажирська-Курська |                                   |                          |                                   |
| №                                                 | Маршрут руху                      | №                        | Маршрут руху                      |
| Потяги, що курсують цілий рік                     |                                   |                          |                                   |
| 1                                                 | Москва — Бєлгород                 | 2                        | Бєлгород — Москва                 |
| 3                                                 | Москва — Бєлгород                 | 4                        | Бєлгород — Москва                 |
| 49                                                | Санкт-Петербург — Кисловодськ     | 49                       | Кисловодськ — Санкт-Петербург     |
| 57 «Приоскілля»                                   | Москва — Старий Оскол             | 57 «Приоскілля»          | Старий Оскол — Москва             |
| 59 «Волга»                                        | Санкт-Петербург — Нижній Новгород | 59 «Волга»               | Нижній Новгород — Санкт-Петербург |
| 71 «Бєлогорьє»                                    | Москва — Бєлгород                 | 72 «Бєлогорьє»           | Бєлгород — Москва                 |
| 79                                                | Санкт-Петербург — Волгоград       | 79                       | Волгоград — Санкт-Петербург       |
| 81 «Слава»                                        | Санкт-Петербург — Бєлгород        | 82 «Слава»               | Бєлгород — Санкт-Петербург        |
| 83                                                | Москва — Адлер                    | 84                       | Адлер — Москва                    |
| 107 «Самара»                                      | Санкт-Петербург — Самара          | 108 «Самара»             | Самара — Санкт-Петербург          |
| 109                                               | Москва — Анапа                    | 110                      | Анапа — Москва                    |
| 111                                               | Санкт-Петербург — Воронеж         | 111                      | Воронеж — Санкт-Петербург         |
| 115                                               | Санкт-Петербург — Адлер           | 116                      | Адлер — Санкт-Петербург           |
| 119                                               | Санкт-Петербург — Бєлгород        | 120                      | Бєлгород — Санкт-Петербург        |
| 121                                               | Санкт-Петербург — Владикавказ     | 121                      | Владикавказ — Санкт-Петербург     |
| 131                                               | Санкт-Петербург — Іжевськ         | 132                      | Іжевськ — Санкт-Петербург         |
| 141 «Сейм»                                        | Москва — Льгов                    | 142 «Сейм»               | Льгов — Москва                    |
| 145                                               | Санкт-Петербург — Челябінськ      | 146                      | Челябінськ — Санкт-Петербург      |
| 159                                               | Санкт-Петербург — Казань          | 160                      | Казань — Санкт-Петербург          |
| 165                                               | Санкт-Петербург — Москва          | 166                      | Москва — Санкт-Петербург          |
| 171                                               | Санкт-Петербург — Москва          | 172                      | Москва — Санкт-Петербург          |
| 173                                               | Санкт-Петербург — Москва          | 174                      | Москва — Санкт-Петербург          |
| 397                                               | Санкт-Петербург — Махачкала       | 397                      | Махачкала — Санкт-Петербург       |
| 701 «Стриж»                                       | Нижній Новгород — Москва          | 702 «Стриж»              | Москва — Нижній Новгород          |
| 703 «Стриж»                                       | Нижній Новгород — Москва          | 704 «Стриж»              | Москва — Нижній Новгород          |
| 705 «Стриж»                                       | Нижній Новгород — Москва          | 706 «Стриж»              | Москва — Нижній Новгород          |
| 707 «Стриж»                                       | Нижній Новгород — Москва          | 708 «Стриж»              | Москва — Нижній Новгород          |
| 709 «Стриж»                                       | Нижній Новгород — Москва          | 710 «Стриж»              | Москва — Нижній Новгород          |
| 711 «Стриж»                                       | Нижній Новгород — Москва          | 712 «Стриж»              | Москва — Нижній Новгород          |
| 713 «Стриж»                                       | Нижній Новгород — Москва          | 714 «Стриж»              | Москва — Нижній Новгород          |
| 727 «Ластівка»                                    | Нижній Новгород — Москва          | 728 «Ластівка»           | Москва — Нижній Новгород          |
| 729 «Ластівка»                                    | Нижній Новгород — Москва          | 730 «Ластівка»           | Москва — Нижній Новгород          |
| 737 «Ластівка»                                    | Москва — Орел                     | 738 «Ластівка»           | Курськ — Москва                   |
| 739 «Ластівка»                                    | Москва — Курськ                   | 740 «Ластівка»           | Орел — Москва                     |
| 743                                               | Москва — Бєлгород                 | 744                      | Бєлгород — Москва                 |
| 745                                               | Москва — Бєлгород                 | 746                      | Бєлгород — Москва                 |
| 835 «Приміський експрес»                          | Москва — Ковров                   | 836 «Приміський експрес» | Ковров — Москва                   |
| 847 «Приміський експрес»                          | Москва — Владимир                 | 848 «Приміський експрес» | Владимир — Москва                 |
| 849 «Приміський експрес»                          | Москва — Тула                     | 850 «Приміський експрес» | Тула — Москва                     |
| 851 «Приміський експрес»                          | Москва — Тула                     | 852 «Приміський експрес» | Тула — Москва                     |
| 861 «Приміський експрес»                          | Москва — Владимир                 | 862 «Приміський експрес» | Владимир — Москва                 |
| 891 «Приміський експрес»                          | Москва — Владимир                 | 892 «Приміський експрес» | Владимир — Москва                 |
| Потяги сезонного прямування                       |                                   |                          |                                   |
| 205                                               | Санкт-Петербург — Нижній Новгород | 206                      | Нижній Новгород — Санкт-Петербург |
| 225                                               | Мурманськ — Адлер                 | 226                      | Адлер — Мурманськ                 |
| 227                                               | Санкт-Петербург — Новоросійськ    | 228                      | Новоросійськ — Санкт-Петербург    |
| 231                                               | Москва — Єйськ                    | 232                      | Єйськ — Москва                    |
| 237                                               | Мурманськ — Астрахань             | 238                      | Астрахань — Мурманськ             |
| 243                                               | Москва — Нижній Новгород          | 244                      | Нижній Новгород — Москва          |
| 247                                               | Санкт-Петербург — Анапа           | 248                      | Анапа — Санкт-Петербург           |
| 259                                               | Санкт-Петербург — Анапа           | 260                      | Анапа — Санкт-Петербург           |
| 283                                               | Москва — Адлер                    | 284                      | Адлер — Москва                    |
| 285                                               | Мурманськ — Новоросійськ          | 286                      | Новоросійськ — Мурманськ          |
| 293                                               | Мурманськ — Анапа                 | 294                      | Анапа — Мурманськ                 |
| 463                                               | Москва — Анапа                    | 464                      | Анапа — Москва                    |
| 479                                               | Санкт-Петербург — Сухумі          | 480                      | Сухумі — Санкт-Петербург          |
| 483                                               | Москва — Адлер                    | 484                      | Адлер — Москва                    |
| 517                                               | Москва — Анапа                    | 518                      | Анапа — Москва                    |
| 547                                               | Москва — Сухумі                   | 548                      | Сухумі — Москва                   |
| 563                                               | Москва — Анапа                    | 564                      | Анапа — Москва                    |
| 597                                               | Санкт-Петербург — Адлер           | 598                      | Адлер — Санкт-Петербург           |

## Галерея

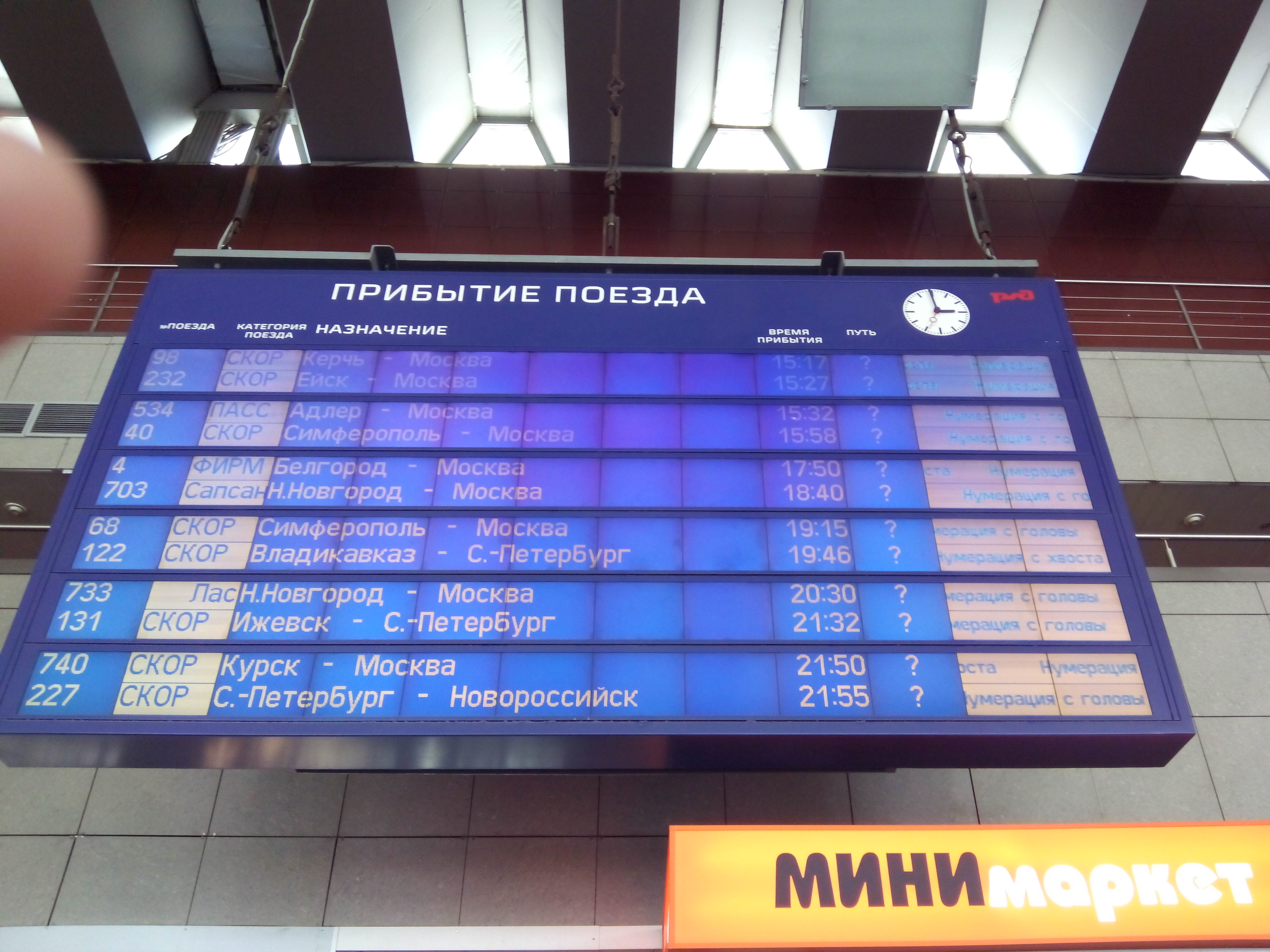
Інформаційне табло
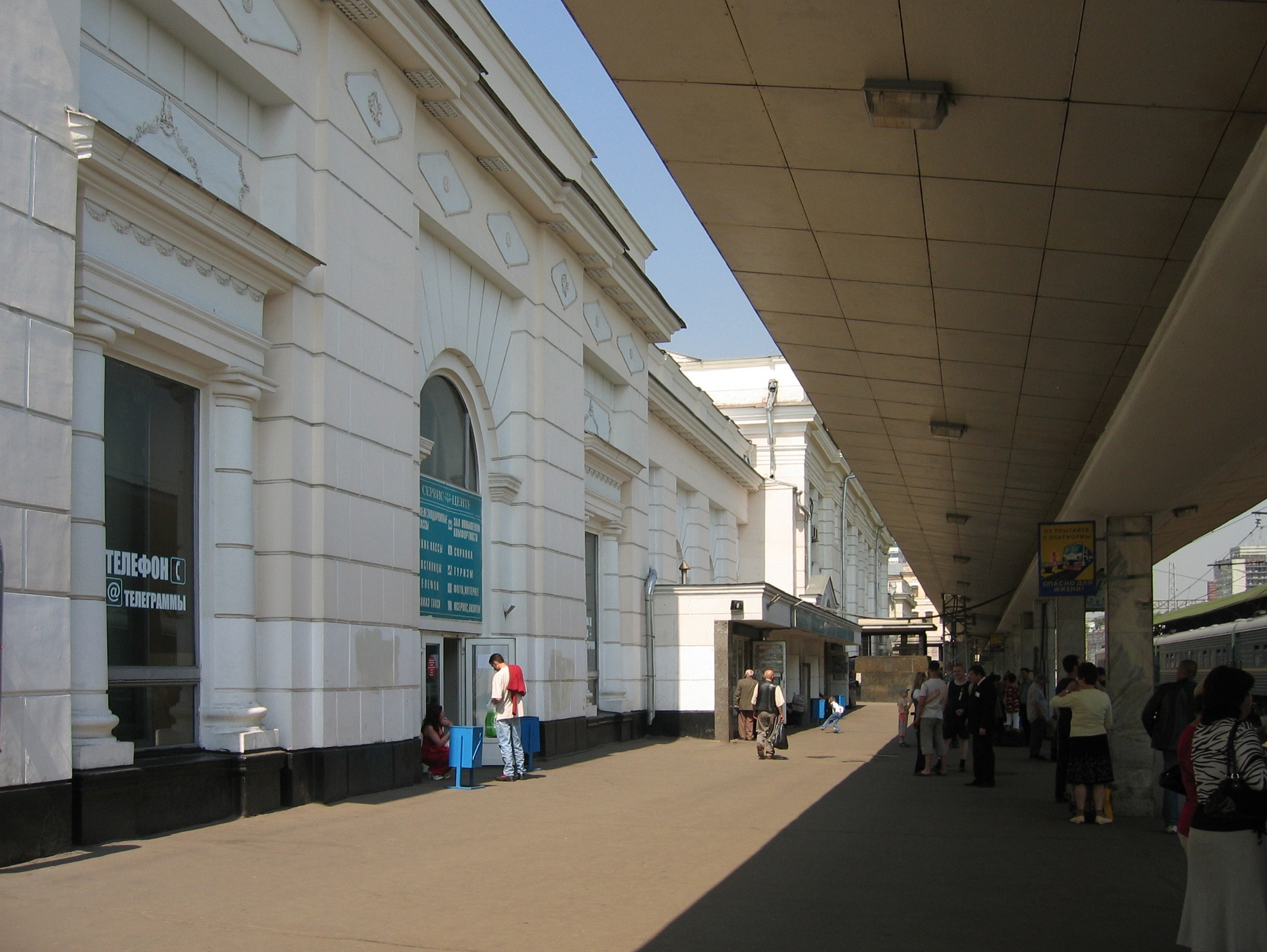
Будівля вокзалу до реконструкції
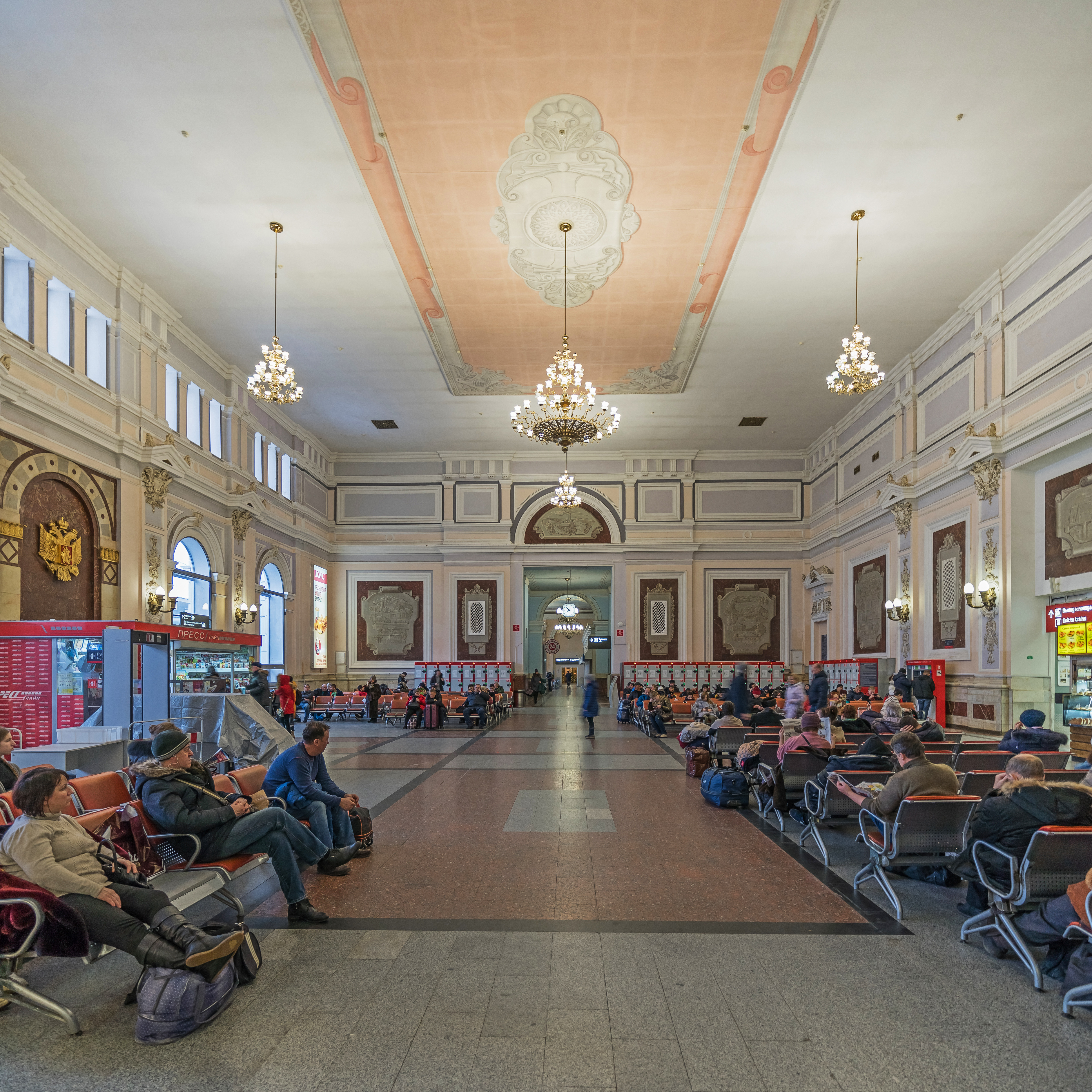
Зал очікування в старій будівлі вокзалу
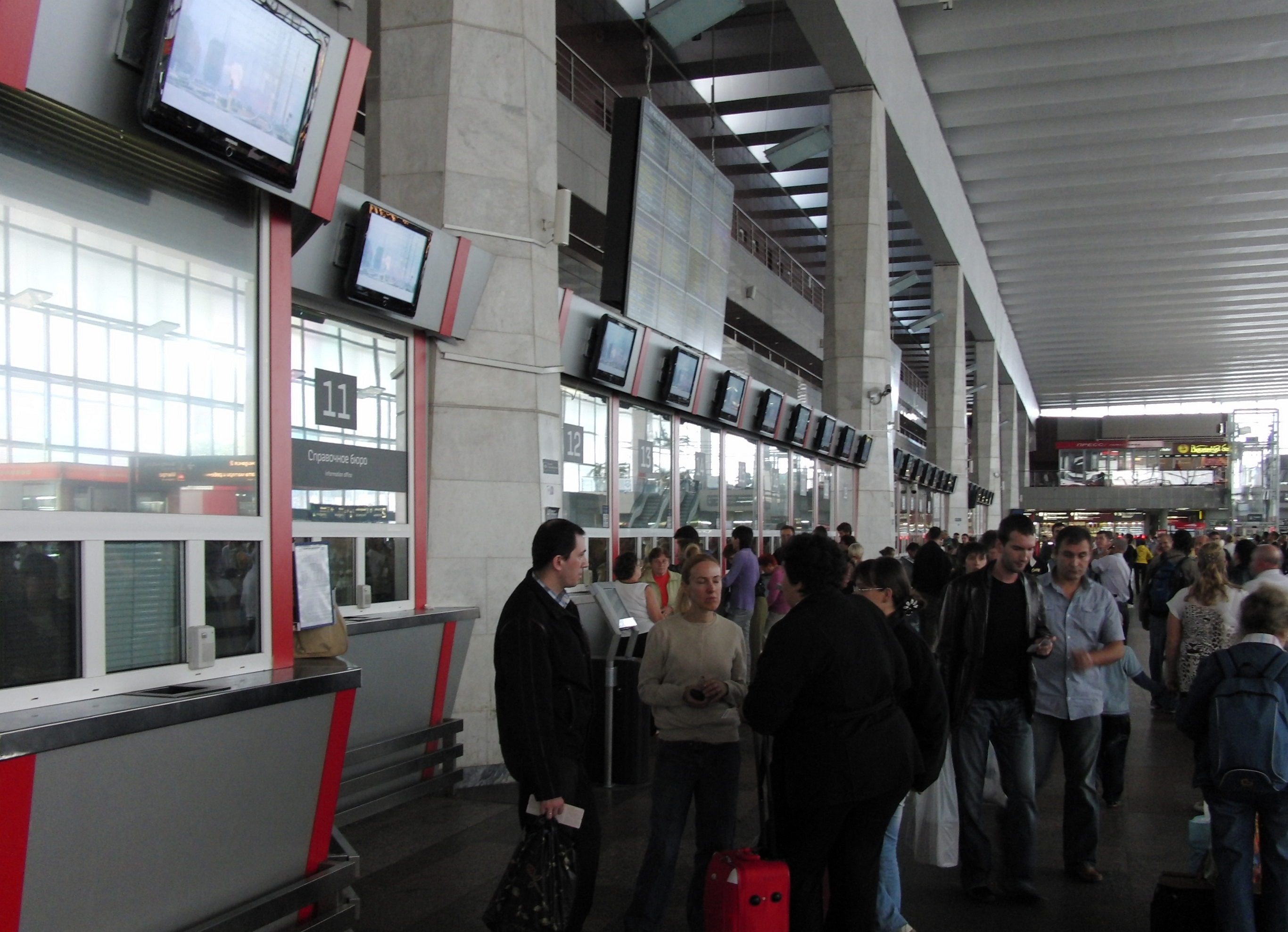
Каси далекого сполучення
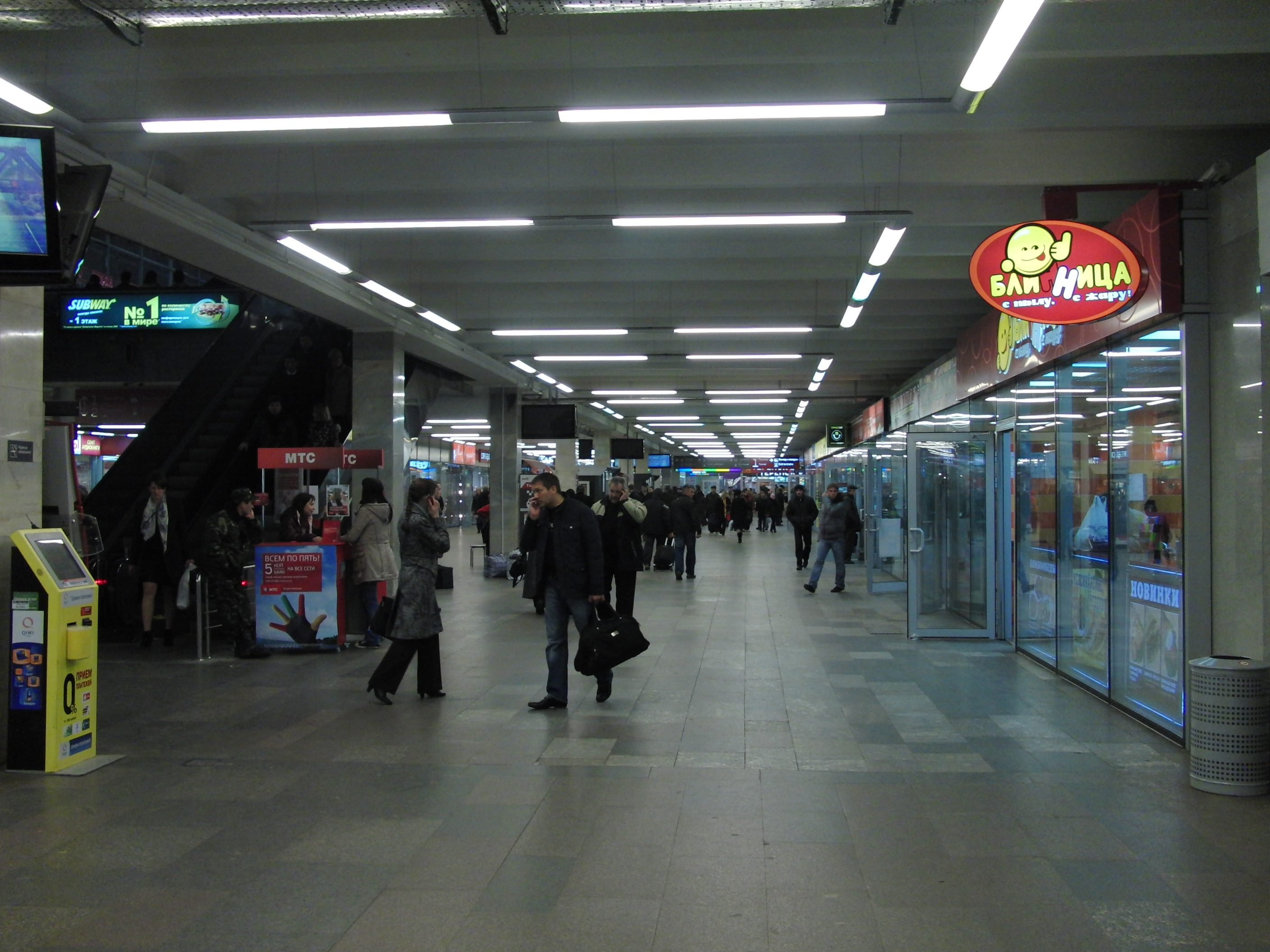
Один із залів вокзалу

## Рухомий склад
- ЕП20-006 з потягом «Стриж»
- ЧС7 та ЕП2К з пасажирськими потягами та електропоїзди ЕД2Т, ЕД4М та «Ластівка»
- ЕП2Д-0008 «експрес»